# 被疑者
被疑者（ひぎしゃ）とは、捜査機関に犯罪の嫌疑をかけられており、かつ公訴を提起されていない者。容疑者（ようぎしゃ）とほぼ同じ意味だが、被疑者は日本法上の法令用語として、容疑者は犯罪報道や小説を含めた一般的な用語として使用されることが多い。また、これら被疑者 /容疑者のうち、逮捕された者に対する報道上の呼称として氏名の後に容疑者を付ける用法もある。
法令用語としての被疑者と概念上区別をする必要のある場合にも、法令において「被疑者」ではなく「容疑者」という語が用いられることがある。

## 定義
捜査機関によってある犯罪を犯したと疑われ捜査の対象となったが、起訴されていない者を被疑者という。起訴された後は、当該事件との関係においては被告人と呼ばれる。
被疑者が大日本帝国憲法下での法令用語として使われている一方、容疑者も同時期から推理小説などで使われてきた。広辞苑では以下のように説明されている。
被疑者　犯罪の嫌疑を受けた者でまだ起訴されない者。
容疑者　犯罪の嫌疑によって検事または司法警察から取調を受け、まだ公訴を提起されないもの。—『広辞苑』第1版（1955年）
被疑者　犯罪の嫌疑を受けた者でまだ起訴されない者。容疑者。
容疑者　犯罪の容疑を持たれている人。被疑者。—『広辞苑』第7版（2018年）
特に容疑者は「逮捕された者」とみられがちだが、法令用語としての被疑者は、逮捕・勾留による身体的拘束を受けているか否かを問わない。犯罪の嫌疑を受けて捜査の対象となっているのであれば、逮捕される前の者や逮捕されなかった者も被疑者である。報道における容疑者はほとんどの場合は逮捕された者を報道する場合に使われるが、被疑者死亡や被疑者の病気などを理由に逮捕できなかった時にも「○○容疑者」と表記する場合もある。

## 被疑者の義務
逮捕・勾留を受けている場合、取調受忍義務が実務の上ではあるとされている。

## 被疑者の権利
被疑者は被疑者特有の権利を有する。当然ながら基本的人権を有するが、刑事訴訟法に基づいて一定の制限を受ける。
弁護人選任権
弁護人を選任する権利である。私選弁護人が原則であるが、今後、国選弁護人を選任することを求めることができるようになる。
国選弁護人選任請求権
国選弁護制度を参照
接見交通権
接見交通権を参照
その他の権利
被疑者も基本的人権を有し、その人権は合理的な理由なく妨げられてはならない。もっとも、被疑者であるために一般国民よりも広い、合理的な制限（強制捜査や逮捕・勾留など）が課せられうる。

### 無罪推定の原則（推定無罪）
被疑者は捜査機関から犯罪を犯したとの嫌疑を受けているものの、被疑者には法的には無罪であるという推定が働いている。これを無罪推定の原則もしくは推定無罪という。しかし、現実の社会においては、被疑者とされた者は有罪であるとの誤った観念に基づく問題が発生することがある。有名な例では、ロス疑惑や松本サリン事件と、その後のマスコミ報道に対する民事訴訟裁判がある。

## 日本の報道における「容疑者」の語について

### 呼び捨てから「容疑者」という呼称へ
日本のマスメディア（マスコミ）では一般的に、任意捜査の段階ではなく逮捕などの強制捜査の段階に至った者について、被疑者／容疑者を使用している。明治の初期以来、被疑者は実名呼び捨てであったが、1980年代半ばから末にかけて、被疑者／容疑者になった特定の個人に対して、その個人名の後に「容疑者」という呼称を付ける記述が広まり、その後も続いている。この時期に変革を迎えた理由としては下記が挙げられる。
- 被疑者は無罪を推定されている立場であり、基本的人権の観点から呼び捨ては適正でないという意見が広がったこと
- 呼び捨て報道訴訟があったこと
- 80年代に戦後の裁判で冤罪により死刑判決を受けた人の再審が相次いで認められたこと
- 刑事裁判を受ける人の「○○被告」表記がすでに広がっており、逮捕段階での呼び捨てと矛盾があること

1984年にNHKが「○○容疑者」呼称を開始。同年に産経新聞が「肩書き表記」を採用したが、「○○会社員」などはまだしも「○○無職」などの表記に違和感があったこともあって廃れた。その後、1989年11月に毎日新聞が「○○容疑者」表記をルール化したのを機に一気に全マスコミに広がった。被疑者の犯人視を防ぐための改革だったが、「○○容疑者とは言うが、あたかも容疑者＝真犯人であるかのように、大々的に報道する傾向がある」と、呼び捨ての頃とあまり変わらない報道姿勢に対する批判も存在する。

### 書類送検の場合に「容疑者」を付さない慣行
逮捕されない場合、「容疑者」という呼称を付けないことがほとんどである。これは、共同通信発行の『記者ハンドブック』に、「実名を出す場合の任意調べ、書類送検、略式起訴、起訴猶予、不起訴処分は『肩書』または『敬称』（さん・氏）を原則とする」と書かれていることが影響しているとされる。そのため、起訴されて有罪になることが確実な嫌疑での書類送検であっても、一般人であれば氏名が報じられないことが圧倒的であり、名前を出す場合でも杓子定規に役職等の肩書きで報道される傾向がある。しかし、各報道機関における慣行にすぎず、そのような法令や行政指導があるわけではない。
実際に、被疑者側の事情で逮捕に至らなかった場合でも、各報道機関の判断によって被疑者の実名を挙げて容疑者という呼称をつけて報道することがある。例として、第一生命多額詐取事件では、89歳の女性営業職員（存命）が詐欺容疑で書類送検されたところ、読売新聞は実名に容疑者という呼称で報じた。また、池袋暴走事故 (2019年)でも、書類送検された男性につき主要メディアは実名に職業上の肩書きで報じる中、一部のメディアは容疑者という呼称で報じた。ほか、島根女子大生死体遺棄事件では、被疑者死亡による書類送検であるところ、各メディアはいずれも実名に容疑者という呼称で報道した。
著名人の書類送検では、各報道機関の判断で「容疑者」を付けることが一般人の場合よりは多い。新聞の例として、2004年の島田紳助の事案では、一部メディアは「島田紳助司会者」としたが、朝日・毎日・読売ともに「容疑者」として報じた。2007年の布袋寅泰の事案では、一部メディアは「布袋寅泰ギタリスト」としたが、朝日・毎日・読売ともに「容疑者」として報じた。他方で、2018年に山口達也の事案では、朝日・毎日を含め多くのメディアは「山口達也メンバー」であり、「容疑者」として報じたのは読売など僅かであった。
なお、2001年の稲垣吾郎の事案は、逮捕であったため本来は「容疑者」として報道されるはずであるが、テレビでは「稲垣吾郎メンバー」や「稲垣吾郎さん」と報道するところもあった。このようにジャニーズ事務所所属タレントに「容疑者」を使いたがらない傾向は、同事務所への忖度とも同事務所からの要請とも言われ、元フジテレビアナウンサーの長谷川豊は、容疑者という呼称を使うならもうSMAPを番組に出さないという圧力があったことを公にしている。また、同事務所のタレントの場合、「書類送検」という言葉についても、「送検」では犯罪者の印象を与えかねないとして回避される傾向があり、「書類送付」などと報じられたことがある。

### 「容疑者」「被疑者」以外の報道上の呼称
前記の「名前の後ろに容疑者を付ける呼称」については報道機関によってルールがあり、1つの記事の中で2回目以降に実名を記載する場合などは「容疑者」の語は用いず、「さん」「氏」などの敬称や、職業上の肩書きなどを付けて報道することも可能である。
役職に絡んだ容疑で逮捕された場合でも肩書きを使うことが多い。2020年東京オリンピック・パラリンピックの贈収賄事件では、日本オリンピック委員会の元理事やスポンサー企業の元会長らをすべて「○○容疑者」と表記してしまうと分かりにくくなるため、新聞では初出のみ容疑者とし2回目からは元理事、元会長などの肩書きにしたメディアがあった。会社社長、役員、公務員（警察官、自治体職員など）などの被疑者・被告人に関して、最初に「会社社長の○○容疑者」と呼び、その後は「役職」をつけて報道することがしばしばみられる。
あるいは有名芸能人が軽微な犯罪の被疑者になったり、逮捕に至っていない場合などで、「〇〇メンバー」や「〇〇タレント」などの呼称を用いることがある。
なお、学校で使われる公民科の教科書では、「～である人物を容疑者（または被疑者）と呼ぶ」などと、容疑者の文字は太字、被疑者の文字は細字のカッコ書きになっている。

### 歴史
- 1984年（昭和59年）4月 NHKが「容疑者」呼称の使用開始。
- 1989年（平成元年）4月 フジテレビ系列（FNN）が「容疑者」呼称の使用開始。
- 同年11月 TBS系列（JNN）、毎日新聞が「容疑者」呼称の使用開始。
- 同年12月 読売新聞、朝日新聞、日本テレビ系列（NNN）、テレビ朝日系列（ANN）、テレビ東京系列（TXN）など、日本新聞協会加盟各社及び共同通信社、時事通信社が「容疑者」呼称の使用を開始。